# Miński Okręg Etapowy
Miński Okręg Etapowy – okręg etapowy Wojska Polskiego.

## Formowanie i zmiany organizacyjne
Miński Okręg Etapowy powołano wgrudniu 1919.
W marcu 1920 zlikwidowało dotychczasowe fronty, a walczące wojska podzielono na armie. Każdej armii przydzielono jeden okręg etapowy. OE „Mińsk” przydzielono 4 Armii.
Do dyspozycji Okręg otrzymał następujące bataliony etapowe: I i II kieleckie, I i II poznańskie, I i IV warszawskie, IV lwowski, III litewsko-białoruski.
W marcu 1920 w dyspozycji Okręgu znajdowały się następujące bataliony etapowe: I, IV Warszawski, I, II Poznański, I Kielecki, IV Lwowski. W trakcie formowania był III Lit.-Białoruski, a II Kielecki był uzupełniany

## Obsada personalna
- gen. ppor. Stefan Mokrzecki – dowódca Okręgu Etapowego Mińsk (od 20 XII 1919)
- płk Antoni Szemet – dowódca Okręgu Etapowego Mińsk (był 19 IX 1920)
- płk piech. Józef Borodzicz – inspektor Wojsk Etapowych Okręgu Etapowego Mińsk (1920[5])

## Struktura organizacyjna
Organizacja i rozmieszczenie w grudniu 1919:
- Dowództwo Okręgu Etapowego – Mińsk
- powiat etapowy „Borysów”
- powiat etapowy „Ihumeń”
- powiat etapowy „Mińsk”
- powiat etapowy „Oszmiana”
- powiat etapowy „Wilejka”

Organizacja we wrześniu 1920 
- Dowództwo Okręgu Etapowego 4 Armii
- IVa Brygada Etapowa
- IVb Brygada Etapowa
- 4 Dywizjon Żandarmerii Polowej Etapowej
- Obóz Warowny Brześć
- Dowództwo Powiatu Etapowego Brześć – płk piech. Jan Żywicki
- Dowództwo Powiatu Etapowego Biała – ppłk piech. Mikołaj Pełczyński
- Dowództwo Powiatu Etapowego Bielsk – mjr piech. Wacław Prawdzik
- Dowództwo Powiatu Etapowego Janów – mjr Lang ?
- Dowództwo Powiatu Etapowego Włodawa – ppłk piech. Edward Wojnowski
- II Rezerwowe Dowództwo Powiatu Etapowego – wakat
- III Rezerwowe Dowództwo Powiatu Etapowego – wakat